# Heilung (Band)
Heilung ist eine Nordic-Ritual-Folk-Band mit Mitgliedern aus Dänemark, Deutschland und Norwegen. Ihre Musik basiert nach eigenen Angaben auf Original-Artefakten und überlieferten Texten aus der Eisenzeit und der Wikingerzeit. Sie beschreiben ihre Musik als „amplified history from early medieval northern Europe“ („verstärkte Geschichte aus dem frühmittelalterlichen Nordeuropa“).

## Geschichte
Heilung wurde im Jahr 2014 von Kai Uwe Faust (Tätowierer, spezialisiert auf altnordische Tattoos) und Christopher Juul von Euzen gegründet. Später stieß Maria Franz, ebenfalls von Euzen, zu der Band hinzu.
Im Jahr 2015 veröffentlichte die Band ihr Debütalbum Ofnir selbst.
Ihre ersten Auftritte hatte Heilung 2017 auf dem Castlefest und auf dem Midgardsblot-Metalfestival. Der Live-Auftritt auf dem Castlefest wurde aufgenommen und mit dem Titel Lifa auf YouTube und als Live-Album veröffentlicht. Ihre Performance auf dem Midgardsblot-Festival wurde von Metal Hammer als einer der zehn besten Live-Auftritte des Jahres 2017 bezeichnet.
Im Jahr 2017 unterzeichnete die Band einen Vertrag bei dem Label Season of Mist. Am 20. April 2018 wurden die beiden zuvor in Eigenregie veröffentlichten Alben Ofnir und Lifa über die Plattenfirma neu aufgelegt. Am 28. Juni 2019 erschien das zweite Studioalbum der Band, welches den Namen Futha trägt.
Im Dezember 2019 kündigte die Band eine Zusammenarbeit mit dem Entwicklerstudio Ninja Theory für den Soundtrack zum Videospiel „Senua’s Saga: Hellblade II“ an.
Im Juni 2022 veröffentlichte Heilung mit Anoana das erste Stück und im Juli die Single Asja des im August erschienenen Albums Drif.
Im November 2024 gab Heilung die Termine für eine Europatour bekannt, die mit einem Konzert am 17. August 2025 in einer vorläufigen Band-Pause enden soll.

## Stil
Der Name der Band „Heilung“ sagt laut Kai Uwe Faust durchaus etwas über den Stil der Band aus. So soll die Musik von Heilung „Klänge und Laute vergangener Zeiten“ wieder erlebbar machen. Es sollen beim Hörer Meditations- und Trancezustände hervorgerufen werden, um ihn in Kontakt mit seinem „inneren heilen Selbst“ zu bringen. Die Aufnahmen der Band Heilung beschränken sich dabei nicht nur auf Musik, sondern enthalten auch Gedichte. Historische Genauigkeit schreibt sich die Gruppe nicht zu. Sie versuche vielmehr eine Interpretation davon zu liefern, wie sich die Musik dieser Zeit angefühlt haben mochte.
Der Bezug zu den frühen Epochen der Menschheit wird außerdem dadurch hergestellt, dass auf historischen Artefakten überlieferte Texte oder historische Gedichte als Liedtexte genutzt werden. Die genutzten Sprachen sind dabei vielfältig: von Deutsch und Englisch über Gotisch und Latein bis hin zum Urnordischen. In Drif wurden auch Bezüge zu Kulturen außerhalb Europas hergestellt – in Marduk, dem letzten Stück des Albums, werden beispielsweise Namen der höchsten mesopotamischen Götter rezitiert.
Als Instrumente dienen meist Gegenstände, die den Menschen auch in der Eisenzeit bereits zur Verfügung gestanden haben könnten, beispielsweise Trommeln, Rasseln, Knochen und Speere. Hinzu kommen altertümlich erscheinende Klangerzeuger aus dem Osten wie indische Ritualglöckchen (ghanta) und die indische Fiedel Ravanahattha. Der weibliche Gesang von Maria Franz wirkt ätherisch, während der Kehlkopfgesang von Uwe Faust an die tibetische bzw. mongolische Gesangsweise erinnert. Christopher Juul verwendet als Gesang ein keifend klingendes Flüstern.
Als weiteres Stilmittel werden von den Bandmitgliedern auf der Bühne aufwendig gestaltete Kostüme getragen. Sie sollen an die „spirituellen Traditionen der eurasischen Zirkumpolarvölker“ angelehnt sein oder historisch korrekte Abbildungen wikingerzeitlicher Kleidung wiedergeben.

## Rolle im Neuheidentum
Die Musiker und ein Teil der Zuhörerschaft identifizieren sich als Anhänger des nordischen Neopaganismus, einer religiösen Strömung, die sich am nordeuropäischen und skandinavischem Heidentum orientiert.
Padraic Fitzgerald und Mathias Nordvig zufolge kann bei den Konzerten der Gruppierung auch von „volkstümlichen religiösen Ritualen“ gesprochen werden. Dies entspricht auch dem Narrativ der Musiker, die von Ritualen statt Konzerten reden und am Anfang jedes Auftritts der Zuhörerschaft ihren Segen aussprechen. Weiterhin beschreiben einige Zuhörer, wie von der Gruppe angestrebt, teilweise trance-ähnliche Zustände und verwenden die Musik als Form ritueller Praxis.
Die Gruppe bemüht sich um historische Authentizität und Verwendung spirituell signifikanter Instrumente – beispielsweise menschlicher Knochen und die ritualistische Blutsegnung einer ihrer Trommeln. Zusammen mit der Neigung indigene Schamanen zum gemeinsamen Auftritt auf ihre Konzerte einzuladen, trägt dies zur wahrgenommenen spirituellen Autorität der Gruppe bei.

## Diskografie

### Alben
- 2015: Ofnir (Eigenverlag; 2018 bei Season of Mist)
- 2019: Futha (Season of Mist)
- 2022: Drif (Season of Mist)

### Live-Alben
- 2017: Lifa (live auf dem Castlefest 2017; Eigenverlag; 2018 bei Season of Mist)
- 2024: Life Iotungard (Live at Red Rocks 2021; Season of Mist)

## Nominierungen
- Nominierung: Metal Hammer Golden Gods Awards 2018 in der Kategorie Best Underground Band[21]